# Dramafilm
Een dramafilm, filmdrama of dramatische film is een filmgenre dat emotionele thema's behandelt en waarin intermenselijke conflictsituaties de boventoon voeren. De kijker krijgt inhoudelijk veel te zien van bepaalde persoonlijke ontwikkelingen van een of meer hoofdpersonen in het verhaal.  Het genre is erop gericht om de kijker zich in de personages te laten inleven. 
Onder dramafilms vallen ook oorlogsfilms, detectives, historische drama's en biografieën. Ook films die doorgaans getypeerd worden als komedie kunnen bepaalde dramatische elementen bevatten, zoals tragikomedies.
Het dramagenre kan beschouwd worden als de tegenhanger van de actiefilm, waar snelle actie centraal staat in plaats van de persoonlijke ontwikkelingen van de hoofdpersonen. In werkelijkheid zijn de meeste films echter een mix van verschillende genres en zijn grenzen tussen genres moeilijk objectief vast te stellen.